# Placidia di Verona
Placidia (fl. VI secolo) è stata una santa vergine veronese.
Vissuta a Verona nella prima metà del VI secolo, Placidia è probabilmente appartenuta a una famiglia illustre, come suggerisce l'epiteto "inlustris" riportato in un'epigrafe a lei dedicata, considerata autentica e datata al 532. In questa iscrizione è definita "virgo Christi venerabilis", espressione che sembra indicare la sua consacrazione alla vita religiosa.
Si racconta che fosse dotata di poteri miracolosi: secondo la tradizione, avrebbe restituito l'udito a una giovane sorda dalla nascita di nome Druda. Il culto a lei dedicato è attestato nella Chiesa veronese già dal X secolo, come dimostrano alcune litanie dell’epoca e le testimonianze di Giovanni Mansionario, che nel XIV secolo la descrive come una santa dotata del dono dei miracoli.
Il suo corpo fu sepolto, o forse successivamente trasferito, nella chiesa di Santo Stefano a Verona. Nella stessa chiesa era presente una tela cinquecentesca, conosciuta come Madonna col Bambino tra i santi Giovannino, Girolamo, Francesco, Placidia, Mauro e Simplicio, del pittore veronese Nicola Giolfino che lo ritraeva, successivamente spostata al Museo di Castelvecchio. Il suo nome è riportato nel Martirologio Romano.
Per alcuni secoli il suo culto fu sospeso, ma venne ufficialmente ripristinato l’11 aprile 1834 per decreto della Congregazione dei riti, su iniziativa del vescovo Giuseppe Grasser.